# 청송로 (파주시)
청송로(Cheongsong-ro)는 경기도 파주시 파평면 두포삼거리 에서 파주시 적성면 적성교차로를 잇는 도로이다.

## 주요 경유지
경기도
- 파주시 (파평면 . 적성면)

## 노선
| 이름                    | 접속 노선                   | 소재지 | 소재지 | 비고 |
| ----------------------- | --------------------------- | ------ | ------ | ---- |
| 두포삼거리              | 국도 제37호선 (율곡로)      | 파주시 | 파평면 |      |
| 파평중학교앞 교차로     | 청송로174번길               | 파주시 | 파평면 |      |
| 면행정복지센터앞 교차로 |                             | 파주시 | 파평면 |      |
| 금파교                  |                             | 파주시 | 파평면 |      |
| 파평삼거리              | 장마루로                    | 파주시 | 파평면 |      |
| 눌노교                  |                             | 파주시 | 파평면 |      |
| 덕천교                  |                             | 파주시 | 파평면 |      |
| 식현삼거리              | 지방도 제367호선 (술이홀로) | 파주시 | 적성면 |      |
| 적성마지2리입구 교차로  | 청송로870번길 적서초교길    | 파주시 | 적성면 |      |
| 마지고개                |                             | 파주시 | 적성면 |      |
| 마지1교                 |                             | 파주시 | 적성면 |      |
| 적성 교차로             | 지방도 제371호선 (감악산로) | 파주시 | 적성면 |      |

## 주요 건물 및 시설
- 파평중학교 (청송로 173/금파리 288)
- 농협 북파주농협하나로마트 파평점 (청송로 183/금파리 297-3)
- S-OIL 파평주유소 (청송로 194/금파리 296-1)
- 파평파출소 (청송로 198/금파리 303-1)
- CU 파주파평점 (청송로 199/금파리 281-10)
- GS칼텍스 에이스주유소 (청송로 508/덕천리 291-1)
- GS25 파평에이스점 (청송로 510/덕천리 289-35)
- 이마트24 파주스머프리빙점 (청송로 629/덕천리 131-1)
- 삼광중학교 (청송로 701/식현리 284)
- 삼광고등학교 (청송로 701/식현리 284)
- GS칼텍스 명품주유소 (청송로 978/마지리 115)
- 적성파출소 (청송로 1003/마지리 48-2)
- GS25 적성천사점 (청송로 1004/마지리 51-3)
- 적성면의용소방대 (청송로 1007/마지리 48-16)
- 농협 북파주농협 적성지점 (청송로 1010/마지리 50-6)
- 적성면 행정복지센터 (청송로 1013/마지리 48-1)
- 롯데리아 파주적성점 (청송로 1023/마지리 46-8)
- SK텔레콤 T world ACT대리점 적성점 (청송로 1026/마지리 62-3)
- CU 적성제일점 (청송로 1063/구읍리 589-1)